# 竜化の滝
竜化の滝（りゅうかのたき）は栃木県那須塩原市の塩原温泉郷にある滝で、塩原十名瀑の一つである。標高は700メートル。塩原随一の名瀑といわれる。地質は流紋岩。

## 概要
那珂川水系箒川の左支流寒沢にかかる滝で、長さは塩原十名瀑の中で最長の130m。高さ約60m、幅約5m。三段になり流れ落ちる。滝の名は、その流れが竜が天を目掛けて登っていく姿に見えることからつけられたとされる。百以上あるといわれる塩原の滝のうち、特に美しいとされる塩原十名瀑の中でも、竜化の滝はその筆頭であるとされる。
1999年に遊歩道の整備が完了した。滝直下にはコンクリート製の観瀑台も完成しているため、落石を気にすることなく滝見物が楽しめる。
国道400号沿いにある遊歩道は高低差も比較的小さいので歩きやすく、入り口から約15 - 20分程で滝に到着できる。また、遊歩道の途中には抛雪の滝（ほうせつのたき）、風挙の滝（ふうきょのたき）があり、いずれも竜化の滝と同じく寒沢にかかる滝である。周辺のひん岩脈の岩盤には柱状節理が発達しており、「材木岩」とよばれ、1968年に塩原町（現・那須塩原市）の天然記念物に指定されている。

## 交通アクセス
- 東北自動車道の西那須野塩原ICから国道400号経由、塩原温泉方面へ約15km。遊歩道を徒歩で20分。